# Jimmy McShane
James Harry "Jimmy" McShane (Derry, 23 de maio de 1957 — 29 de março de 1995) foi um cantor  norte-irlandês, conhecido como o front-man da banda italiana Baltimora.

## História
McShane nasceu em Derry, Irlanda do Norte. Ele aprendeu em tenra idade a tocar baixo e guitarra. Quando criança, ele foi alegadamente evitado por sua família depois que eles souberam de sua homossexualidade. Mais tarde, quando jovem, no final de 1970, McShane deixou a Irlanda do Norte para estudar em uma escola de teatro em Londres, onde ele aprendeu a dançar, cantar e recitar.
Contratado como dançarino de palco e cantor de apoio, McShane logo viajou pela Europa com Dee D. Jackson e sua banda. Durante uma visita à Itália com a banda, McShane foi atraído para a cena dance underground do país, o que o levou a se estabelecer em Milão em 1984. Ele disse a Dick Clark no American Bandstand em 1986 que ele se apaixonou pela Itália a partir daquele momento. Ele também aprendeu a língua italiana.
Ele fez sua estréia tocando em pequenos clubes em sua cidade natal e foi apresentado a vários públicos, sem sucesso. Em vista de seu sucesso artístico baixo, McShane decidiu trabalhar como técnico de emergência médica (EMT) para a Cruz Vermelha até que ele conheceu o produtor musical e tecladista italiano Maurizio Bassi, com quem criou Baltimora. O ato obteve sucesso com o seu mais popular single, "Tarzan Boy", lançado em 1985.
Nos Estados Unidos, ele foi aclamado com o sucesso de "Tarzan Boy". Algumas fontes afirmam que o vocal principal é de Maurizio Bassi, tecladista do grupo, com McShane realmente fornecendo o backing vocals. Isso ainda permanece incerto, e deve-se notar a sincronia labial de McShane enquanto aparecendo no videoclipe "Tarzan Boy", e não Bassi.  Tanto a música e as letras de Baltimora foram escritos principalmente por Bassi e Naimy Hackett, embora McShane escreveu as letras de algumas de suas canções, como "Survivor in Love".

## Declínio e fim do Baltimora
Após o lançamento de "Survivor in Love", sem o apoio da gravadora para um novo álbum e devido ao seu fraco sucesso, Bassi decidiu que era hora de passar para outros projetos, e assim o Baltimora foi dissolvido.
O single "Tarzan Boy" se recuperou na Billboard 100 Hot em março de 1993 como uma remistura, subindo para No. 51, no momento da sua aparição em um comercial do Listerine. A canção também foi destaque nos filmes Teenage Mutant Ninja Turtles III (1993), Beverly Hills Ninja (1997) e foi então referenciada em mil e uma maneiras de bater as botas (2014), e na quarta temporada da série da Netflix Stranger Things(2022).

## Doença e Morte
McShane foi diagnosticado com AIDS em Milão em 1994. Poucos meses depois, ele voltou para a Irlanda do Norte para passar seu último ano, e morreu em Derry, sua terra nativa em 29 de março de 1995 aos 37 anos. Um porta-voz da família emitiu a seguinte Declaração após sua morte: "Ele enfrentou sua doença com coragem e morreu com grande dignidade." No centro de Derry, uma placa comemorativa foi concedida sobre a sepultura de McShane e seu pai, que havia morrido três anos antes.